# Radu Anton Roman
Radu Anton Roman (n. 19 august 1948, Făgăraș – d. 29 august 2005, București) a fost un jurnalist, scriitor și realizator TV, cunoscut mai ales pentru documentarea gastronomiei românești, dar și pentru emisiunile pe teme culinare.

## Biografie
Radu Anton Roman s-a născut pe data de 19 august 1948, în Făgăraș. După moartea mamei sale de cancer în anul 1962, se mută împreună cu sora sa mai mică la București. După terminarea liceului, se înscrie la cursurile facultății de drept din cadrul Universității din București, la care renunță după scurt timp. Se înrolează în armată, iar după terminarea stagiului militar, revine la București cu intenția de a deveni scriitor.
În perioada de început a carierei sale literare, Roman acceptă slujbe diverse pentru a se întreține, printre care un post de zidar pe șantierul hotelului Intercontinental din București, între 1968 și 1969, învățător la Răușor, în 1970, pedagog și gardian de noapte la sanatoriul pentru copii din Timișul de Sus, în 1971, și bibliotecar la Biblioteca Municipală București, între 1976 și 1978. Roman urmează cursurile Facultății de Jurnalism din cadrul Universității din București, iar în anul 1976 își susține dizertația intitulată Clișee imperative în cronica de artă.
În 1983, Roman, în urma unei fracturi, este diagnosticat cu o boală congenitală demielinizantă, de care va suferi tot restul vieții. În urma aflării diagnosticului, acesta se refugiază în Delta Dunării, de unde revine la București în 1984.
În 1985, Radu Anton Roman publică volumul Zile de pescuit, alcătuit din unsprezece povestiri, cu acțiunea stabilită într-un oraș pescăresc din Delta Dunării, în timpul dictaturii lui Nicolae Ceaușescu. Datorită elementelor de critică socială ale volumului, percepute de către autorități ca fiind ostile Partidului Comunist Român, Roman pierde funcția de redactor al ziarului „Munca“, pe care o ocupa în perioada respectivă, și forțat să se pensioneze medical.
După revoluția din 1989, Roman revine în jurnalism, publicând des articole critice la adresa lui Ion Iliescu și împotriva continuității regimului comunist prin guvernarea FSN. În această perioadă, Roman realizează două documentare despre Delta Dunării, care îl vor aduce în atenția publicului național și internațional: Paradisul pierdut, în 1990, și Delta, acum!, în 1991. Ambele documentare sunt produse și difuzate de Televiziunea Română.
Datorită reputației de bun cunoscător al Deltei Dunării, Roman este invitat de către echipa lui Jacques-Yves Cousteau să facă parte dintr-o expediție documentară a Deltei, la care au mai participat, printre alții, zoologii Mihai C. Băcescu și Alexandru Marinescu, cercetătorul Adrian Gagea și geograful Ion Cepleanu. Expediția este prezentată în cadrul emisiunii Cousteau's Rediscovery of the World II, în anul 1992. Ulterior, Roman își publică experiențele și impresiile din această expediție sub forma unui jurnalul de călătorie, intitulat În Deltă cu Jacques-Yves Cousteau, în anul 2001.
În 1995, Roman intră într-o dispută legată de existența unei bucătării românești autentice cu filozofii Andrei Pleșu și Ion Bănșoiu, antropologul Vintilă Mihăilescu, și istoricul Mihai Oroveanu. În urma acestei discuții, Radu Anton Roman începe să lucreze la volumul de antropologie culinară Bucate, vinuri și obiceiuri românești, publicat în 1998 și editat de către Ion Bănșoiu. Volumul nu a cunoscut un succes imediat, ci unul progresiv, care a culminat după ce Roman a devenit cunoscut ca realizator TV. Până în prezent, Bucate, vinuri și obiceiuri românești a fost publicat în cinci ediții în limba română și tradus și publicat în 2008 în limba engleză, iar în 2009 în limba franceză.
Între 2001 și 2005 a realizat pentru Pro TV emisiunea cu profil culinar “Bucătăria lui Radu”.
Radu Anton Roman a murit la vârsta de 57 de ani, în București, în urma unui infarct miocardic, și este înmormântat în cimitirul Bellu catolic.

## Operă

### Poezii
- Ohaba, Țara asta, Editura Cartea Românească, București, 1972
- Elegii, Editura Cartea Românească, București, 1980

### Roman
- Vara nimănui, Editura Eminescu, București, 1978
- Zile de pescuit, Editura Cartea Românească, București, 1985, Editura Metropol, București, 1996, Editura Paideia, București, 2002, 2010
- Precum fumul, Editura Cartea Românească, București, 1996,

### Povestiri
- Haz cu... pește, Editura Globus, București, 1994,

### Jurnal de călătorie
- Țările de sus ale merilor, Editura Eminescu, București, 1974
- Călătorie spre Nord, Editura Eminescu, București, 1976
- În Deltă cu Jacques-Yves Cousteau, Editura Paideia, București, 2001,

### Gastronomie
- Bucate, vinuri și obiceiuri românești, Editura Paideia, București, 1998 (ISBN 973-9368-36-0), 2001 (ediție de lux), 2001 (ediție răscroită), 2008, 2014 (Ediție jubiliară la 15 ani)
- Savoureuse Roumanie : 358 recettes culinaires et leur histoire, éditions Noir sur Blanc, 2001, 2004[5]
- Bucate, vinuri și obiceiuri românești, vol. I, Hop și noi pe papa-mond, Editura Paideia, București, 2008,
- Bucate, vinuri și obiceiuri românești, vol. II, Ardealul, la pohta ce pohtim, Editura Paideia, București, 2008,
- Bucate, vinuri și obiceiuri românești, vol. III, Valahia de miazăzi, Editura Paideia, București, 2008,
- Bucate, vinuri și obiceiuri românești, vol. IV, Banatul și Muntenia colinară, Editura Paideia, București, 2008,
- Bucate, vinuri și obiceiuri românești, vol. V, Moldova atributelor, Editura Paideia, București, 2008,
- Bucate, vinuri și obiceiuri românești, vol. VI, Mese și obiceiuri românești, Editura Paideia, București, 2008,
- Bucate, vinuri și obiceiuri românești, vol. VII, De la munte la deltă, Editura Paideia, București, 2008,
- Bucate tradiționale românești. Muntenia-Moldova, Editura Paideia, București, 2009, 2011,
- Bucate tradiționale românești. Banat-Ardeal, Editura Paideia, București, 2009, 2013,
- Sărbătoarea Paștilor, Editura Paideia, București, 2010, 2013,
- Bucate foarte românești, Editura Paideia, București, 2011, 2012, 2013, 2014,
- Bucate românești recomandate de Radu Anton Roman, Editura Paideia, București, 2011, 2013,
- Bucate de post, Editura Paideia, București, 2011,
- Vinuri din România, Editura Paideia, București, 2011, 2012,
- Wine from Romania, Editura Paideia, București, 2011 (en), 2012 (en), 2014 (bilingvă ro-en),
- Bucate, tradiții și obiceiuri de Crăciun, Editura Paideia, București, 2012, 2014 (bilingvă ro-en),
- Dragobete în rețete, Editura Paideia, București, 2013.

### Fotografie
- Suflet candriu de papugiu vol. 1 Scrisă dintâi, Editura Noi Media Print, București, 2006
- Suflet candriu de papugiu vol. 2 Scrisă din urmă, Editura Noi Media Print, București, 2008,
- Delta Dunarii (fotografie), Editura Artec Impresiones, 2009, Editura Vellant, 2013 (bilingvă ro-en),